# 16.º governo republicano (Portugal)
O 16.º governo da Primeira República Portuguesa, nomeado a 15 de maio de 1918 e exonerado a 23 de dezembro de 1918, foi liderado por Sidónio Pais (na sua capacidade de presidente da República). Neste governo, ao invés do cargo de ministros, os seus membros foram oficialmente designados secretários de Estado. Após o assassinato de Sidónio Pais a 14 de dezembro de 1918, o Ministério investiu-se na totalidade do poder executivo e elegeu para seu novo presidente o até ao momento secretário de Estado da Marinha, João do Canto e Castro, a 15 de dezembro. Entre 14 e 15 de dezembro, a totalidade do Ministério serviu como chefe de Estado e de governo. Entre 15 e 16 de dezembro, Canto e Castro foi chefe de Estado ex officio por inerência do cargo de presidente do Ministério, tendo a 16 sido eleito presidente da República, abandonando o primeiro, não tendo, contudo, sido exonerado do mesmo (tal como havia sucedido com Sidónio Pais quando foi investido no cargo de presidente da República).
A sua constituição era a seguinte:
| Cargo                                                | Detentor | Detentor                                             | Período                                         |
| ---------------------------------------------------- | -------- | ---------------------------------------------------- | ----------------------------------------------- |
| Presidente da República                              |          | Sidónio Pais (1872–1918)                             | 15 de maio de 1918 a 14 de dezembro de 1918     |
| Chefia do Estado e do governo                        |          | Totalidade dos membros do governo                    | 14 de dezembro de 1918 a 15 de dezembro de 1918 |
| Presidente do Governo                                |          | João do Canto e Castro (interino) (1862–1934)        | 15 de dezembro de 1918 a 16 de dezembro de 1918 |
| Presidente da República                              |          | João do Canto e Castro (1862–1934)                   | 16 de dezembro de 1918 a 23 de dezembro de 1918 |
| Secretário de Estado do Interior                     |          | João Tamagnini Barbosa (1883–1948)                   | 15 de maio de 1918 a 8 de outubro de 1918       |
| Secretário de Estado do Interior                     |          | António Bernardino Ferreira (1876–1941)              | 8 de outubro de 1918 a 23 de dezembro de 1918   |
| Secretário de Estado da Justiça e dos Cultos         |          | Alberto Osório de Castro (1868–1946)                 | 15 de maio de 1918 a 8 de outubro de 1918       |
| Secretário de Estado da Justiça e dos Cultos         |          | Jorge Couceiro da Costa (1858–1938)                  | 8 de outubro de 1918 a 23 de dezembro de 1918   |
| Secretário de Estado das Finanças                    |          | Francisco Xavier Esteves (1864–1944)                 | 15 de maio de 1918 a 1 de junho de 1918         |
| Secretário de Estado das Finanças                    |          | Joaquim Mendes do Amaral (interino) (1889–1961)      | 1 de junho de 1918 a 8 de outubro de 1918       |
| Secretário de Estado das Finanças                    |          | João Tamagnini Barbosa (1883–1948)                   | 8 de outubro de 1918 a 23 de dezembro de 1918   |
| Secretário de Estado da Guerra                       |          | Amílcar Mota (1864–1949)                             | 15 de maio de 1918 a 8 de outubro de 1918       |
| Secretário de Estado da Guerra                       |          | Álvaro de Mendonça (1875–1959)                       | 8 de outubro de 1918 a 23 de dezembro de 1918   |
| Secretário de Estado da Marinha                      |          | José Carlos da Maia (1877–1921)                      | 15 de maio de 1918 a 7 de setembro de 1918      |
| Secretário de Estado da Marinha                      |          | Alfredo Magalhães (interino) (1870–1957)             | 27 de junho de 1918 a 7 de setembro de 1918     |
| Secretário de Estado da Marinha                      |          | João do Canto e Castro (1862–1934)                   | 7 de setembro de 1918 a 17 de dezembro de 1918  |
| Secretário de Estado da Marinha                      |          | Alfredo Magalhães (interino) (1870–1957)             | 17 de dezembro de 1918 a 23 de dezembro de 1918 |
| Secretário de Estado dos Negócios Estrangeiros       |          | Joaquim do Espírito Santo Lima (1858–1928)           | 15 de maio de 1918 a 8 de outubro de 1918       |
| Secretário de Estado dos Negócios Estrangeiros       |          | António Egas Moniz (1874–1955)                       | 8 de outubro de 1918 a 23 de dezembro de 1918   |
| Secretário de Estado dos Negócios Estrangeiros       |          | João do Canto e Castro (interino) (1862–1934)        | 4 de dezembro de 1918 a 15 de dezembro de 1918  |
| Secretário de Estado do Comércio                     |          | Joaquim Mendes do Amaral (1889–1961)                 | 15 de maio de 1918 a 8 de outubro de 1918       |
| Secretário de Estado do Comércio                     |          | João Alberto de Azevedo Neves (1877–1955)            | 8 de outubro de 1918 a 23 de dezembro de 1918   |
| Secretário de Estado das Colónias                    |          | Alexandre de Vasconcelos e Sá (1872–1929)            | 15 de maio de 1918 a 23 de dezembro de 1918     |
| Secretário de Estado da Instrução Pública            |          | Alfredo Magalhães (1870–1957)                        | 15 de maio de 1918 a 23 de dezembro de 1918     |
| Secretário de Estado do Trabalho                     |          | Henrique Forbes de Bessa (1894–1920)                 | 15 de maio de 1918 a 23 de dezembro de 1918     |
| Secretário de Estado da Agricultura                  |          | Eduardo Fernandes de Oliveira (1882–1943)            | 15 de maio de 1918 a 23 de dezembro de 1918     |
| Secretário de Estado das Subsistências e Transportes |          | António Machado Santos (1875–1921)                   | 15 de maio de 1918 a 9 de junho de 1918         |
| Secretário de Estado das Subsistências e Transportes |          | Eduardo Fernandes de Oliveira (interino) (1882–1943) | 9 de junho de 1918 a 15 de julho de 1918        |
| Secretário de Estado dos Abastecimentos              |          | José João da Cruz Azevedo (1888–1964)                | 9 de outubro de 1918 a 23 de dezembro de 1918   |